# Via Podiensis

A Via Podiensis ("estrada do Puy") é um dos Caminhos de Santiago que parte de Puy-en-Velay  na Auvérnia (em francês, Auvergne) na França e se prolonga até ao Passo de Roncevaux e de lá para Santiago de Compostela.

Antes Le Puy-en-Velay (o "Puy"), a partir de Genebra, existe a Via Gebennensis, que recolhe os peregrinos da Suíços e da Alemanha para chegar à Via Podiensis. Este itinerário foi traçado nos anos 1980-90 e a sua designação latina não tem nada de histórico. De Genebra a Pamplona os dois caminhos, Via Gebennensis e o Via Podiensis, estão balizados como Percursos de Grande Rota, identificados pela sigla GR 65, mas com algumas variantes locais : GR 651 pelo Vale de Célé, GR 652  por Rocamadour .  

Os Caminhos em França

## Outras Vias
Em França, além deste, há mais três vias: a Via Turonensis que parte de Paris e  a Via Lemovicensis de Vezelay que se juntam à Via Podiensis em Saint-Jean-Pied-de-Port e uma outra que parte de Via Tolosane de Arles e passa a fronteira em Somport.

## Via Podiensis
Na França, entre Le Puy (Le Puy-en-Velay) e o Passo de Roncesvalles, o caminho de Santiago passa por diversos departamentos e cidades . 

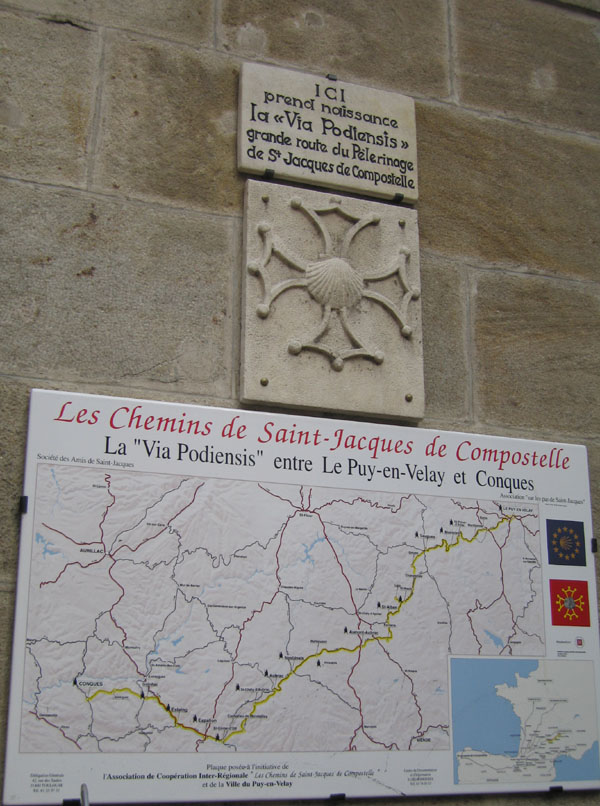
"Aqui começa a Via Podiensis

- Partindo de Le Puy-en-Velay no departamento de Haute-Loire o caminho vai passar a  Chanaleilles,
- entra em Lozère por Saint-Alban-sur-Limagnole e sai por Nasbinals,
- entra em Aveyron por Aubrac e sai por Livinhac-le-Haut,
- entra em Lot por Montredon para tomar uma das três variantes, que se juntam em [[Cahors], para sai por Montcuq
- entra em Tarn-et-Garonne por Lauzerte para sair por Auvillar,
- entre em Gers por Saint-Antoine-sur-l’Arrats para sair por Barcelonne-du-Gers,
- entra em Landes por Aire-sur-l'Adour, aqui também com dois caminhos que se encontram em Pimbo por onde saem,
- entra em Pyrénées-Atlantiques por Arzacq-Arraziguet para sair por Saint-Jean-Pied-de-Port.

Segue-se o Passo de Roncesvalles  nos Pirenéus para se entrar em Espanha, sensivelmente a meio caminho.

## História
Em 950 ou 951, Godescalc, Bispo Puy-en-Velay, partia fazer uma peregrinação a Santiago de Compostela sendo assim  o primeiro não hispânico a fazer essa peregrinação, o que foi autentificada pelos escritos de Gomesano, frade do convento espanhol de Saint-Martin d'Albeda.

## Hospitais
Na Idade Média, o termo "hospital" designava mais um asilo do que um estabelecimento de saúde. Recebiam-se os "pobres do local e os pobres passantes", logo os viajantes.
Um "Guia dos peregrinos" da época afirma o que se deve fazer com os peregrinos Os peregrinos pobres ou ricos que voltem de de São Tiago ou que para lá vão, devem ser recebidos com caridade e acolhidos com veneração. Porque quem os receber e recolher com respeito terá por hóspede São Tiago, mais Nosso-Senhor como Ele o disse no Evangelho: quem vos receber, me receberá.
Assim encontram-se na Via Podiensis 'hospitais' São Tiago em  Puy-en-Velay, Saugues, Hospitalet (actualmente a Capela Saint-Roch de la Margeride), Figeac, Varaire, Cahors, Moissac, La Peyronelle (à entrada  de Lectoure), Lectoure, Condom (hospitais de Saint-Jacques de Teste e de Saint-Jacques de la Bouquerie).